# Koszmosz–9
A Koszmosz–9 (oroszul: Космос 9) Koszmosz műhold, a szovjet műszeres műhold-sorozat tagja. Zenyit–2 típusú felderítő műhold.

## Küldetés
Feladata a Koszmosz–4 és Koszmosz–7 adatgyűjtésének folytatása volt. Katonai és polgári (tudományos) rendeltetésű.

## Jellemzői
Az OKB–1 tervezőirodában kifejlesztett műhold. A Zenyit–2 ember szállítására fejlesztett űreszköz, hasznos terében helyezték el a műszereket.
1962. szeptember 27-én a Bajkonuri űrrepülőtér indítóállomásról egy Vosztok–2 rakétával juttatták magas Föld körüli pályára. A 103,1 perces, 67,6 fokos hajlásszögű elliptikus pálya elemei: perigeuma 829 kilométer, apogeuma 515 kilométer volt. Hasznos tömege 4700 kilogramm. A sorozat felépítését, szerkezetét, alapvető fedélzeti rendszereit tekintve egységesített, szabványosított tudományos-kutató űreszköz. Áramforrása kémiai akkumulátor, szolgálati ideje maximum 10 nap.
Kamerái SZA-10 (0,2 méter felbontású), SZA-20 (1 méter felbontású) típusú eszközök voltak.
1962. október 1-jén földi parancsra belépett a légkörbe és hagyományos módon – ejtőernyős leereszkedés – visszatért a Földre.